# ОФГ Хасково
ОФГ Хасково е футболна дивизия, в която се състезават отбори от област Хасково. Шампионът на областта участва в баражи за влизане в Югоизточна аматьорска футболна лига.

## „А“ ОФГ Хасково
През сезон 2022/23 в лигата играят 14 отбора. Новите отбори в групата са Сакарски спортист 04 (Тополовград), Арда 1924 II (Кърджали), ОФК Хасково (Хасково) и ФК Свиленград (Свиленград).

### Отбори 2022/23
- Арда 1924 II (Кърджали)
- Герганин извор (Бисер)
- Любимец 2018 (Любимец)
- Любимец 2000 (Любимец)
- Марица (Симеоновград)
- ОФК Хасково (Хасково)
- Раковски 1923 (Ивайловград)
- Сакарски спортист 04 (Тополовград)
- Саяна II (Хасково)
- Свиленград 1921 (Свиленград)
- Топлика (Минерални бани)
- ФК Свиленград (Свиленград)
- ФК Хасково 1922 (Хасково)
- Хеброс 1921 (Харманли)